# استوو (اوهایو)
استوو(به انگلیسی: Stow) شهری در ایالت اوهایو کشور ایالات متحده آمریکا است که جمعیت آن در سرشماری سال ۲۰۱۰ میلادی، ۳۴٬۸۳۷ نفر بوده‌است.